# Lloró
Lloró és un municipi de Colòmbia conegut pel seu rècord de pluviometria anual. Està al departament del Chocó. De mitjana hi plou 13.300 mm. Va ser fundat el 1674 per Pasqual Rovira i Picot.Té uns 10.248 habitants (Urbana: 20% - Rural: 80%).
Sembla que el nom indígena era el de Gioró, en honor d'un cacic i va evolucionar a Lloró pels espanyols.

## Economia
- Abans era la mineria (or i platí)
- Actualment és l'agricultura (ananàs, arròs, iuca, plàtan, cacau i altres)